# Calor y polvo
Calor y polvo (Heat and Dust) es una película dramática británica de 1983, con un guion de Ruth Prawer Jhabvala basado en su novela Heat and Dust (1975). Fue dirigida por James Ivory y producida por Ismail Merchant. Está protagonizada por Greta Scacchi, Shashi Kapoor y Julie Christie.
La trama de Calor y polvo sigue dos historias entrelazadas. La primera está ambientada en la India británica de la década de 1920 y trata sobre una relación ilícita entre Olivia, la joven y bella esposa de un funcionario colonial británico, y un nawab indio. La segunda, ambientada en 1982, trata sobre Anne, la sobrina nieta de Olivia, que viaja a la India con la esperanza de conocer la vida de su tía abuela y, mientras está allí, también tiene una aventura con un indio casado.
Calor y polvo forma parte de un ciclo de producciones cinematográficas y televisivas que surgió durante la primera mitad de la década de 1980, lo que reflejaba el creciente interés de Gran Bretaña en el Raj británico. Además de Calor y polvo, este ciclo incluyó las películas Gandhi (1982) y Pasaje a la India (1984), y las series de televisión La joya de la corona (1984) y Los pabellones lejanos (1984). Calor y polvo fue nominada a la Palma de Oro en el Festival de Cine de Cannes de 1983. En los Premios BAFTA de 1984, obtuvo ocho nominaciones, incluyendo mejor película, y ganó mejor guion adaptado para Ruth Prawer Jhabvala.

## Argumento
En 1982, una inglesa llamada Anne (Julie Christie) inicia una investigación sobre el destino de su tía abuela Olivia (Greta Scacchi), cuyas cartas y diario ha heredado. Ella entrevista al anciano Harry Hamilton-Paul (Nickolas Grace), quien en su juventud fue amigo cercano de Olivia cuando ambos vivían en la India.
La búsqueda de Anne la lleva a la India, donde la historia de la vida de Olivia se cuenta en flashbacks. En 1923, durante el Raj británico, Olivia, recién casada con Douglas Rivers (Christopher Cazenove), funcionario de la administración colonial, había venido a reunirse con su marido en Satipur, en el centro de la India. Douglas es un marido atento y la pareja parece estar muy enamorada. Cuando insiste en que Olivia pase el verano en Simla para evitar el calor extremo, ella se niega para quedarse con él. Sin embargo, la estrecha sociedad convencional de los memsahibs ingleses la aburre. Saunders (Jennifer Kendal), la morbosa esposa del médico local, advierte a Olivia que todos los hombres indios son violadores en potencia. Crawford (Susan Fleetwood), la Burra Memsahib, es amable pero igualmente conservadora. Al racista Doctor Saunders le disgusta instantáneamente Olivia. Si bien la sociedad angloindia parece tener poco que ofrecer a Olivia, la propia India la cautiva lentamente. La región está siendo saqueada por un grupo de bandidos sanguinarios e intrigas se oponen a la comunidad británica dirigida por Major Minnies y Mr. Crawford contra el gobernante del estado principesco vecino, el Nawab de Khatm (Shashi Kapoor). Los británicos sospechan que está aliado con una banda de bandidos, lo que les permite operar con impunidad a cambio de una parte de su botín.
El Nawab, un príncipe menor romántico y decadente que combina la distinción británica con la pompa y la crueldad indias, invita a todos los funcionarios angloindios y sus esposas a una cena en su palacio. En la cena, Olivia atrae la atención del Nawab. Harry Hamilton-Paul disfruta de una estrecha intimidad con los Nawab y es un invitado permanente en el palacio. Con su buen humor y encanto, Harry actúa como una especie de bufón de la corte y es muy querido incluso por la orgullosa Begum Mussarat Jahan (Madhur Jaffrey), la madre del Nawab, que fuma en cadena. En medio del intenso calor del verano, Harry cae enfermo y Olivia viene a menudo a visitarlo al palacio de los Nawab. El Nawab seduce fácilmente a Olivia y se involucran en una aventura.
Siguiendo los pasos de Olivia, Anne llega a Satipur para vivir en el mismo entorno que enmarcó la historia de Olivia más de cincuenta años antes. Se queda como invitada de una familia india. El cabeza de familia, Inder Lal (Zakir Hussain), es un funcionario educado que le sirve de guía mientras intenta conectarse con el mundo en el que vivió Olivia. A Inder Lal le preocupa que su hasta ahora inocente relación sea percibida como sexual. Lal está casado,  tiene hijos y vive con su esposa y su madre. Ritu, la joven esposa de Lal, es epiléptica y, de forma lenta pero segura, se gana el cariño de Anne, por quien se siente atraído. Anne se hace amiga de Chid (Charles McCaughan), un sanyasi estadounidense y aspirante a converso al misticismo hindú. Chid intenta seducir a Anne con sus payasadas, pero ella rechaza firmemente sus avances, mientras se acerca a Inder Lal, entablando una relación sexiual con él.
Las cosas se complican para Olivia cuando queda embarazada. Ella informa a Douglas y al Nawab al respecto. Ambos hombres dan la bienvenida a la noticia. Douglas, sin darse cuenta de la infidelidad de su esposa, desea un hijo tan rubio como él. El Nawab no duda de que él es el padre y está encantado. Está a punto de ser depuesto por los británicos y considera que tener un heredero mestizo es la última venganza. Ante la sospecha de que Nawab es el padre del niño, Olivia aborta en secreto con la ayuda de Harry y Begum, fingiendo tener un aborto espontáneo. Sin embargo, Olivia continúa sangrando y es ingresada en el hospital, donde el Dr. Saunders descubre de inmediato su artimaña. Olivia huye del hospital temprano en la mañana y se fuga con los Nawab a Cachemira. Ella deja a Douglas desconsolado, aunque finalmente se vuelve a casar.
Al igual que Olivia, Anne queda embarazada y también decide abortar, pero se echa atrás en el último momento. La dieta india hace que Chid se enferme y regrese a los Estados Unidos. Anne también deja atrás el calor y el polvo de Satipur. Viaja a las montañas nevadas de Cachemira, donde Olivia pasó sus últimos años en soledad, rara vez visitada por el nawab. Anne planea dar a luz a su hijo en un hospital cercano.

## Reparto
| - Greta Scacchi como Olivia Rivers - Shashi Kapoor como The Nawab - Julie Christie como Anne - Christopher Cazenove como Douglas Rivers, recaudador auxiliar - Nickolas Grace como Harry Hamilton-Paul - Zakir Hussain como Inder Lal, casero de Anne - Julian Glover como Crawford, recaudador del distrito - Susan Fleetwood como Mrs. Crawford, la Burra Memsahib - Patrick Godfrey como Dr. Saunders, oficial médico - Jennifer Kendal como Mrs. Joan Saunders - Charles McCaughan como Chid - Madhur Jaffrey como Begum Mussarat Jahan, madre del nawab | - Barry Foster como Major Minnies, agente político - Ratna Pathak como Ritu, mujer de Inder Lal - Tarla Mehta como madre de Inder Lal - Sajid Khan como Dacoit Chief - Amanda Walker como Lady Mackleworth - Praveen Paul como Maji, partera - Jayant Kripalani como Dr. Gopal - Sudha Chopra como Chief Princess - Daniel Chatto como invitado a una fiesta |

## Antecedentes
Calor y polvo está basada en la novela escrita por Ruth Prawer Jhabvala, que ganó el Premio Booker en 1975. El guion de la película fue escrito por la propia escritora.
Jhabvala planeó Calor y polvo mientras escribía el guion de Autobiography of a Princess (1975), que tenía un tema similar. La novela también estuvo influenciada por Pasaje a la India (1924) de E. M. Forster, que trata sobre los ingleses en la India y los factores culturales que los separan de los nativos del país.
Calor y polvo también toma prestados detalles  de la propia vida de Forster en la construcción de dos personajes: el Nawab y su amigo cercano inglés Harry. Fueron inspirados por Forster y su joven amigo J. R. Ackerley. Ambos hombres eran homosexuales y escribieron recuerdos sobre el tiempo que vivieron en la India. Ackerley, en Hindoo Holiday (1932), deja un relato de su experiencia como secretario de un maharajá indio en la ciudad de Chhatarpur, mientras que The Hill of Devi (1953) de Forster relata su etapa como secretario del maharajá de Dewas, en la India central. El personaje del secretario apareció primero como Cyril Sahib, el tutor del maharajá en Autobiografía de una princesa, y luego como el invitado gay de la casa Nawab en Calor y polvo. El maharajá, un príncipe hindú, se transforma en el Nawab musulmán en la película.

## Producción
La novela fue llevada al cine por Merchant Ivory Productions, una productora independiente fundada en 1961 para hacer películas de autor. Fueron producidos en su mayor parte por Ismael Merchant, dirigidos por James Ivory, con guiones generalmente escritos por Ruth Prawer Jhabvala.

La idea de hacer la película surgió de Ismail Merchant, quien explicó:
Quería que Calor y polvo no solo celebrara nuestros veintiún años juntos, sino que nos uniera a los tres nuevamente en la India, como lo había hecho The Householder, pero con un tema mucho más amplio y, esperaba, con mucho más dinero. Ruth escribió el guion y, como de costumbre, lo envié a todos los estudios de Hollywood, quienes educadamente —y no tan educadamente declinaron— un ejecutivo escribió, diciendo, estamos regresando Eat my Dust de Ruth Jhabvala. Sabíamos que debíamos encontrar nuestra financiación en Europa. 
Merchant aseguró el respaldo en Inglaterra con un presupuesto de £ 2,2 millones, pero a la mitad del proyecto, algunos de los financiamientos esperados no se materializaron y la producción se quedó sin dinero. El elenco y el equipo continuaron trabajando a pesar de que no les pagaron.  Sir Jacob Rothschild, después de ver algunos periódicos, proporcionó el dinero para completar la película. 

## Recepción

### Taquilla
Fue un éxito de cine de autor en Europa, particularmente en Inglaterra. En marzo de 1983, la película había alcanzado el número cuatro en las listas de taquilla de Londres, detrás de Gandhi, The Verdict y An Officer and a Gentleman.
En los Estados Unidos, la película recaudó 1.761.291 dólares. Le fue mal allí, donde tuvo problemas de distribución. En conjunto, Calor y polvo fue el mayor éxito comercial de Merchant Ivory hasta esa fecha. En Francia se vendieron 362 777 entradas, equivalentes a unos ingresos brutos de taquilla estimados de aproximadamente US$845,966. La película recaudó aproximadamente US$2 607 257 en los Estados Unidos y Francia, sin incluir el Reino Unido.
El éxito de la película marcó un punto de inflexión para la compañía y anunció el éxito de sus películas posteriores A Room with a View (1985), Howards End (1992) y The Remains of the Day (1993).

### Crítica
La película se inscribió en el Festival de Cine de Cannes de 1983, en competencia por la Palma de Oro. Por su guion, Jhabvala recibió el Premio Nacional de Críticos de Cine de Gran Bretaña (Círculo de Críticos de Cine de Londres) y el Premio de la Academia Británica de Cine y Televisión (BAFTA) al mejor guion.
La película obtuvo una reacción crítica favorable. Escribiendo para The New York Times, Vincent Canby comentó: "Si la historia contemporánea no es tan envolvente como la de Olivia y el Nawab, es en parte porque los problemas contemporáneos son mucho más prosaicos. Es como si el paso del tiempo que presenció la independencia de la India y su partición, así como la introducción de los viajes en avión para los que cuidan su presupuesto, hubieran neutralizado toda posibilidad de un romance heroico... Ivory y Jhabvala ha estado trabajando juntos durante tanto tiempo que es difícil para un extraño saber exactamente quién contribuyó con qué en cualquiera de sus colaboraciones. Juntos, a lo largo de los años, han desarrollado una especie de cine irónico y civilizado que no se corresponde con el de nadie más. De todas sus colaboraciones, ninguna ha sido más graciosa, divertida, literaria o entretenida que Calor y polvo".
En palabras del influyente crítico de cine Roger Ebert: "Calor y polvo contiene maravillosas vistas, sonidos y texturas. Es seductora, trata ambas historias de amor con seriedad, no son romances, sino decisiones de disentir. Está completamente en casa en sus momentos y lugares... Y cuando termina, nos sorprende un poco descubrir que también está enojado. Enojado de que mujeres de todas las clases y sistemas, de la década de 1920 o 1980, sigan sin pertenecer a la misma casta que los hombres."
En su reseña de la película, Frederic y Mary Ann Brussat escribieron: "James Ivory dirige Calor y polvo con una comprensión firme del pasado y el presente de la India, especialmente de las respuestas de los nativos a los forasteros. Gracias a los retratos de personajes finamente cicelados de Greta Scacchi y Julie Christie, abrimos los ojos a los múltiples misterios de la vida india. Tanto una exploración del romance como un sensible estudio intercultural, Calor y polvo teje un hechizo mágico".
Calor y polvo tiene una calificación del 79% en Rotten Tomatoes según catorce reseñas.
 

## Medios
En 2003, se lanzó una edición especial en DVD de la película como parte de The Criterion Collection. Las características especiales incluyen un comentario de audio con el productor Ismail Merchant y los actores Greta Scacchi y Nickolas Grace. También hay una entrevista en cámara con el equipo de Merchant Ivory: Ismail Merchant, James Ivory, Ruth Prawer Jhabvala y el compositor Richard Robbins.
El DVD también incluye Autobiografía de una princesa (1975), una película de 55 minutos sobre la India real protagonizada por James Mason y Madhur Jaffrey. Fue dirigida por James Ivory y escrita por Ruth Prawer Jhabvala.